# Robert Ellis Miller
Robert Ellis Miller (* 18. Juli 1932, nach anderen Quellen am 13. Juli 1927 in New York City, New York; † 27. Januar 2017) war ein US-amerikanischer Filmregisseur.

## Leben
Robert Ellis Miller war schon als Schüler und Student als Schauspieler aktiv. Beim Fernsehsender CBS wurde er als Lektor von Manuskripten und später als Regieassistent beschäftigt. Als Regisseur inszenierte er dann Theaterstücke und Fernsehfilme. 1966 erfolgte sein Debüt als Regisseur für das Kino mit Jeden Mittwoch. Millers Filme sind meist nachdenkliche Stücke mit präziser Personenzeichnung. Seinen größten Erfolg stellte im Jahr 1982 Ruben, Ruben dar.

## Filmografie (Auswahl)
- 1966: Jeden Mittwoch (Any wednesday)
- 1967: Adieu, geliebter November (Sweet november)
- 1968: Das Herz ist ein einsamer Jäger (The Heart Is a Lonely Hunter)
- 1974: Das Mädchen von Petrovka (The Girl from Petrovka)
- 1979: Der Abstauber (The Baltimore Bullet)
- 1982: Ruben, Ruben (Reuben, Reuben)
- 1985: Vietnam Adieu (Intimate strangers)
- 1985: Wo warst du damals, Claire? (The other lover)
- 1988: Die Falken (Hawks)
- 1989: Brenda Starr
- 1989: Agenten leben einsam (Bed and breakfast)
- 1992: Der Killer Kodex (Killer rules)
- 1994: Pointman
- 1995: Eine Walton-Hochzeit (A Walton’s wedding)
- 1996: Fröhliche Weihnachten, Mr. Präsident (Angel of Pennsylvania Avenue)